# Hernâni (football, 1965)
Pour les articles homonymes, voir Hernani (homonymie).
 (février 2025).
Hernâni Paulo Corga de Castro Oliveira, plus connu sous le nom de Hernâni, né le 4 février 1965 à Lisbonne, est un footballeur portugais évoluant au poste de milieu de terrain.

## Biographie

### En club
Formé au Benfica, Hernâni Oliveira ne parvient pas à s'imposer en équipe première et quitte le club en 1984 pour rejoindre le Farense. Après une saison, il signe au Rio Ave, où il joue trois saisons et dispute 67 rencontres dont 30 rencontres en première division portugaise,.
Il continue sa carrière en jouant pour plusieurs clubs portugais, notamment Olhanense, Portimonense, USC Paredes, et d'autres équipes de divisions inférieures comme SC Régua, Senhora da Hora (pt) et FC Marinhas (pt),.

### En sélection
Il dispute trois rencontres pour aucun but marqué en équipe du Portugal espoirs en 1984.